# 2014–2015-ös osztrák labdarúgó-bajnokság (első osztály)
A 2014–2015-ös tipp-3 Bundesliga (szponzorált nevén T-Mobile Bundesliga) az osztrák labdarúgó-bajnokság legmagasabb osztályának 104. alkalommal megrendezett bajnoki éve volt. A pontvadászat 10 csapat részvételével, 2014. július 19-én indult és 2015. május 31-én ért véget.
A bajnoki címet a Red Bull Salzburg szerezte meg, mely a klub történetének 9. bajnoki címe. A Wiener Neustadt kiesett az élvonalból.

## A bajnokság rendszere
A pontvadászat 10 csapat részvételével zajlott, a csapatok a őszi-tavaszi lebonyolításban oda-visszavágós, körmérkőzéses rendszerben mérkőztek meg egymással. Minden csapat minden csapattal négy alkalommal játszott, kétszer pályaválasztóként, kétszer pedig idegenben.
A pontvadászat végső sorrendjét a 36 bajnoki forduló mérkőzéseinek eredményei határozták meg a szerzett összpontszám alapján kialakított rangsor szerint. A mérkőzések győztes csapatai 3 pontot, döntetlen esetén mindkét csapat 1-1 pontot kapott. Vereség esetén nem járt pont.

## Változások a 2013–2014-es szezont követően
Búcsúzott az élvonaltól
- Wacker Innsbruck 10. helyezettként

Feljutott az élvonalba
- Rheindorf Altach, a másodosztály győzteseként

## Részt vevő csapatok
| Csapat                | Székhely         | Stadion                 | 2013–14     |
| --------------------- | ---------------- | ----------------------- | ----------- |
| Admira Wacker Mödling | Mödling          | BSFZ-Arena              | 9.          |
| Austria Wien          | Bécs             | Franz Horr Stadion      | 4.          |
| SV Grödig             | Grödig           | Untersberg Arena        | 3.          |
| Rapid Wien            | Bécs             | Ernst Happel Stadion    | 2.          |
| Red Bull Salzburg     | Wals-Siezenheim  | Red Bull Arena          | 1.          |
| Rheindorf Altach      | Altach           | Cashpoint Arena         | 1. (II. o.) |
| SV Ried               | Ried im Innkreis | Keine Sorgen Arena      | 6.          |
| Sturm Graz            | Graz             | Graz-Liebenau           | 5.          |
| Wiener Neustadt       | Bécsújhely       | Wiener Neustadt Stadion | 8.          |
| Wolfsberger           | Wolfsberg        | Lavanttal-Arena         | 7.          |

## A bajnokság végeredménye
| #  | Csapat                | M  | Gy | D  | V  | RG | KG | GK  | P  |
| -- | --------------------- | -- | -- | -- | -- | -- | -- | --- | -- |
| 1  | Red Bull Salzburg     | 36 | 22 | 7  | 7  | 99 | 42 | +57 | 73 |
| 2  | SK Rapid Wien         | 36 | 19 | 10 | 7  | 68 | 38 | +30 | 67 |
| 3  | Rheindorf Altach      | 36 | 17 | 8  | 11 | 50 | 49 | +1  | 59 |
| 4  | SK Sturm Graz         | 36 | 16 | 10 | 10 | 57 | 41 | +16 | 58 |
| 5  | Wolfsberger           | 36 | 16 | 4  | 16 | 44 | 50 | -6  | 52 |
| 6  | SV Ried               | 36 | 12 | 8  | 16 | 49 | 51 | -2  | 44 |
| 7  | FK Austria Wien       | 36 | 10 | 13 | 13 | 45 | 51 | -6  | 43 |
| 8  | SV Grödig             | 36 | 10 | 7  | 19 | 46 | 65 | -19 | 37 |
| 9  | Admira Wacker Mödling | 36 | 7  | 13 | 16 | 32 | 61 | -29 | 34 |
| 10 | Wiener Neustadt       | 36 | 7  | 8  | 21 | 37 | 79 | -42 | 29 |

|  | Bundesliga bajnoka, 2015–16-os UEFA-bajnokok ligája – 3. selejtezőkör |
|  | 2015–16-os UEFA-bajnokok ligája – 3. selejtezőkör                     |
|  | 2015–16-os Európa-liga – 3. selejtezőkör                              |
|  | 2015–16-os Európa-liga – 2. selejtezőkör                              |
|  | Kiesett a másodosztályba (Erste Liga)                                 |

- A Red Bull Salzburg a 2014–15-ös szezon bajnoka.
- A Wiener Neustadt kiesett a másodosztályba (Erste Liga).

### Eredmények
| Első kör (1–18. forduló) | Első kör (1–18. forduló) | Első kör (1–18. forduló) | Első kör (1–18. forduló) | Első kör (1–18. forduló) | Első kör (1–18. forduló) | Első kör (1–18. forduló) | Első kör (1–18. forduló) | Első kör (1–18. forduló) | Első kör (1–18. forduló) | 2014/15                  | Második kör (19–36. forduló) | Második kör (19–36. forduló) | Második kör (19–36. forduló) | Második kör (19–36. forduló) | Második kör (19–36. forduló) | Második kör (19–36. forduló) | Második kör (19–36. forduló) | Második kör (19–36. forduló) | Második kör (19–36. forduló) | Második kör (19–36. forduló) |
| RBS                      | RW                       | SVG                      | AW                       | SG                       | SVR                      |                          | WN                       | AWM                      | SRA                      | Csapatok                 | RBS                          | RW                           | SVG                          | AW                           | SG                           | SVR                          |                              | WN                           | AWM                          | SRA                          |
| ------------------------ | ------------------------ | ------------------------ | ------------------------ | ------------------------ | ------------------------ | ------------------------ | ------------------------ | ------------------------ | ------------------------ | ------------------------ | ---------------------------- | ---------------------------- | ---------------------------- | ---------------------------- | ---------------------------- | ---------------------------- | ---------------------------- | ---------------------------- | ---------------------------- | ---------------------------- |
|                          | 6–1                      | 8–0                      | 2–3                      | 2–3                      | 4–2                      | 2–2                      | 4–1                      | 2–0                      | 5–0                      | FC Red Bull Salzburg     |                              | 1–2                          | 3–1                          | 3–1                          | 2–1                          | 2–1                          | 3–0                          | 6–0                          | 4–0                          | 0–1                          |
| 1–2                      |                          | 2–0                      | 2–3                      | 1–1                      | 1–0                      | 3–0                      | 3–0                      | 0–0                      | 0–1                      | SK Rapid Wien            | 3–3                          |                              | 4–0                          | 4–1                          | 1–0                          | 3–0                          | 4–1                          | 0–0                          | 1–1                          | 1–0                          |
| 2–2                      | 3–1                      |                          | 0–0                      | 2–1                      | 0–1                      | 0–2                      | 3–0                      | 5–0                      | 3–3                      | SV Grödig                | 0–3                          | 0–2                          |                              | 1–1                          | 0–2                          | 3–2                          | 2–0                          | 1–3                          | 0–1                          | 0–1                          |
| 2–4                      | 2–2                      | 1–1                      |                          | 0–3                      | 3–1                      | 0–2                      | 2–0                      | 4–0                      | 0–0                      | FK Austria Wien          | 1–1                          | 2–1                          | 1–0                          |                              | 0–0                          | 0–1                          | 1–1                          | 2–1                          | 0–1                          | 5–2                          |
| 1–2                      | 1–3                      | 1–0                      | 1–1                      |                          | 3–1                      | 1–2                      | 4–2                      | 0–2                      | 2–2                      | SK Sturm Graz            | 0–0                          | 2–2                          | 2–1                          | 2–1                          |                              | 0–0                          | 2–0                          | 3–3                          | 3–1                          | 5–0                          |
| 0–2                      | 1–2                      | 2–2                      | 1–1                      | 0–1                      |                          | 1–0                      | 3–1                      | 1–1                      | 2–1                      | SV Ried                  | 2–2                          | 0–1                          | 2–1                          | 0–2                          | 1–2                          |                              | 4–0                          | 6–0                          | 2–2                          | 4–1                          |
| 1–0                      | 1–1                      | 1–2                      | 4–0                      | 0–2                      | 4–1                      |                          | 0–1                      | 2–1                      | 0–0                      | Wolfsberger AC           | 3–2                          | 0–5                          | 2–1                          | 1–0                          | 1–0                          | 1–2                          |                              | 2–0                          | 2–0                          | 2–0                          |
| 0–5                      | 1–5                      | 2–4                      | 2–2                      | 0–0                      | 0–1                      | 2–0                      |                          | 5–4                      | 2–0                      | SC Wiener Neustadt       | 0–2                          | 0–1                          | 2–4                          | 1–0                          | 4–4                          | 0–1                          | 2–0                          |                              | 0–0                          | 0–1                          |
| 0–3                      | 1–1                      | 0–0                      | 2–1                      | 0–2                      | 0–0                      | 1–4                      | 1–1                      |                          | 0–2                      | FC Admira Wacker Mödling | 1–4                          | 1–1                          | 2–3                          | 1–1                          | 1–2                          | 1–0                          | 2–1                          | 0–0                          |                              | 2–2                          |
| 4–1                      | 2–0                      | 3–1                      | 1–1                      | 1–0                      | 2–2                      | 1–2                      | 2–0                      | 0–2                      |                          | SC Rheindorf Altach      | 2–2                          | 1–3                          | 2–0                          | 2–0                          | 2–0                          | 2–1                          | 1–0                          | 3–1                          | 2–0                          |                              |